# 平倉圭
平倉圭（ひらくら けい、1977年 - ）は、日本の映画研究者。専門は芸術論、知覚論。横浜国立大学大学院都市イノベーション研究院准教授。

## 人物
2000年に国際基督教大学卒業、2003年に東京大学学際情報学府学際情報学修士課程修了。
2007年に「ジャン=リュック・ゴダール論 : 編集/ミキシングによる思考」（主査：田中純、副査：蓮實重彦、石田英敬、松浦寿輝、前田英樹）で博士（学際情報学）。「国際的に見ても多大な学術的貢献を果たすもの」と高く評価された。
博士論文を元にして2010年に刊行された『ゴダール的方法』（編集：中村大吾）は第2回表象文化論学会賞を受賞するなど高く評価され、小泉義之は「やはり映画が思考するのであり、音と映像によって音と映像を思考する方法が要る。そして、平倉書を潜るのでなければ、思考の経験論を書くこと（見ること？）は決してできないだろう」、千葉雅也は「古典の扱い方、議論の現代性、先行研究のふまえ方、注に何を書くか・注の書式など、参考になるものが多い」と高く評価した。
2015年より横浜国立大学大学院都市イノベーション研究院准教授。弟子として福尾匠がいる。

## 著書

### 単著
- 『ゴダール的方法』インスクリプト　2010年
- 『かたちは思考する』東京大学出版会 　2019年

### 共著・対談集
- 『美術史の7つの顔』未来社（小林康夫,日高優,香川檀,橋本悟,大原宣久共著）
- 『オーバー・ザ・シネマ 映画「超」討議』フィルムアート社（石岡良治,三浦哲哉,土居伸彰,入江哲朗,畠山宗明共著）　2018年
- 『高校生と考える新時代の争点21 (桐光学園大学訪問授業)』左右社　2022年
- 『Jodo Journal 3』浄土複合　2022年
- 『Jodo Journal 4』浄土複合　2023年
- 『「学び」がわからなくなったときに読む本』（鳥羽和久編著、千葉雅也、矢野利裕、古賀及子、井本陽久、甲斐利恵子、尾久守侑共著、あさま社、2024年）